# Carolin van Bergen
Carolin van Bergen (Berlino, 27 marzo 1964 – Amburgo, 26 ottobre 1990) è stata un'attrice e doppiatrice tedesca.

## Biografia
Figlia d'arte (degli attori Michael Hinz ed Ingrid van Bergen), nonché nipote degli attori Werner Hinz (1903-1985) e Ehmi Bessel (1904-1998) e figlia adottiva di Viktoria Brams, nella sua relativamente breve carriera, iniziata sin da bambina nella metà degli anni settanta, fu protagonista esclusivamente di produzioni televisive. Tra i suoi ruoli più noti, figurano quello di Uschi nella serie televisiva Eigener Herd ist Goldes wert (1975) e quello di Doris nella serie televisiva Il medico di campagna (Der Landartz, 1987-1990).
Come doppiatrice, prestò la propria voce ad attrici quali Kirstie Alley, Jennifer Balgobin, Kim Cattrall, Jennifer Cooke, Jeré Fields, Liza Goddard, Laurel Goodwin, Ciaran Madden, Pascale Ogier, Nia Peeples, Holly Robinson Peete, Martha Plimpton, Emmanuelle Seigner, Lindsay Wagner e Barbara Williams.
Ammalata di cancro, Carolin van Bergen morì ad Amburgo il 26 ottobre 1990 per insufficienza cardiaca durante un intervento chirurgico, a soli 26 anni.

## Vita privata
Fu per un breve periodo (1983-1986) la moglie dell'attore Kay Sabban (1952-1992) ed è stata a lungo la compagna dell'attore Nicolas König.

## Filmografia
- Eigener Herd ist Goldes wert - serie TV (1975) - ruolo: Uschi
- Ein Mann für Mama - film TV (1976)
- Pariser Gechichten - serie TV (1977)
- Ausgerissen! Was nun? - serie TV (1978)
- Schwarz Rot Gold - serie TV, 1 episodio (1982)
- Der Paragraphenwirt - serie TV (1983) - Tina
- Der Hund im Computer - film TV (1985) - Agi
- Detektivbüro Roth - serie TV, 1 episodio (1986)
- Il medico di campagna (Der Landartz) - serie TV, 26 episodi (1987-1990) - Doris
- Zwiebeln und Butterplätzchen - film TV (1990)
- Wie gut, dass es Maria gibt - serie TV, 1 episodio (1990)